# Janko Gojković
Janko Gojković (ur. 14 kwietnia 1973 w Sarajewie) – bośniacki pływak, olimpijczyk.

## Kariera
Janko Gojković uczestniczył na trzech letnich igrzyskach olimpijskich (1992, 1996 i 2000). Podczas swoich pierwszych igrzysk Gojković wziął udział w dwóch konkurencjach pływania: 100 m stylem motylkowym (44. miejsce) i 200 m stylem motylkowym (41. miejsce). Podczas kolejnych igrzysk w 1996 Gojković wziął udział w dwóch konkurencjach pływania: 100 m stylem motylkowym (41. miejsce) i 100 m stylem dowolnym (36. miejsce). Jego ostatnie igrzyska, w 2000 r. zakończyły się uczestnictwem w jednej konkurencji pływania, 100 m stylem motylkowym, gdzie osiągnął 39. miejsce ex aequo z Wenezuelczykiem Oswaldo Quevedo.